# Placa norteamericana

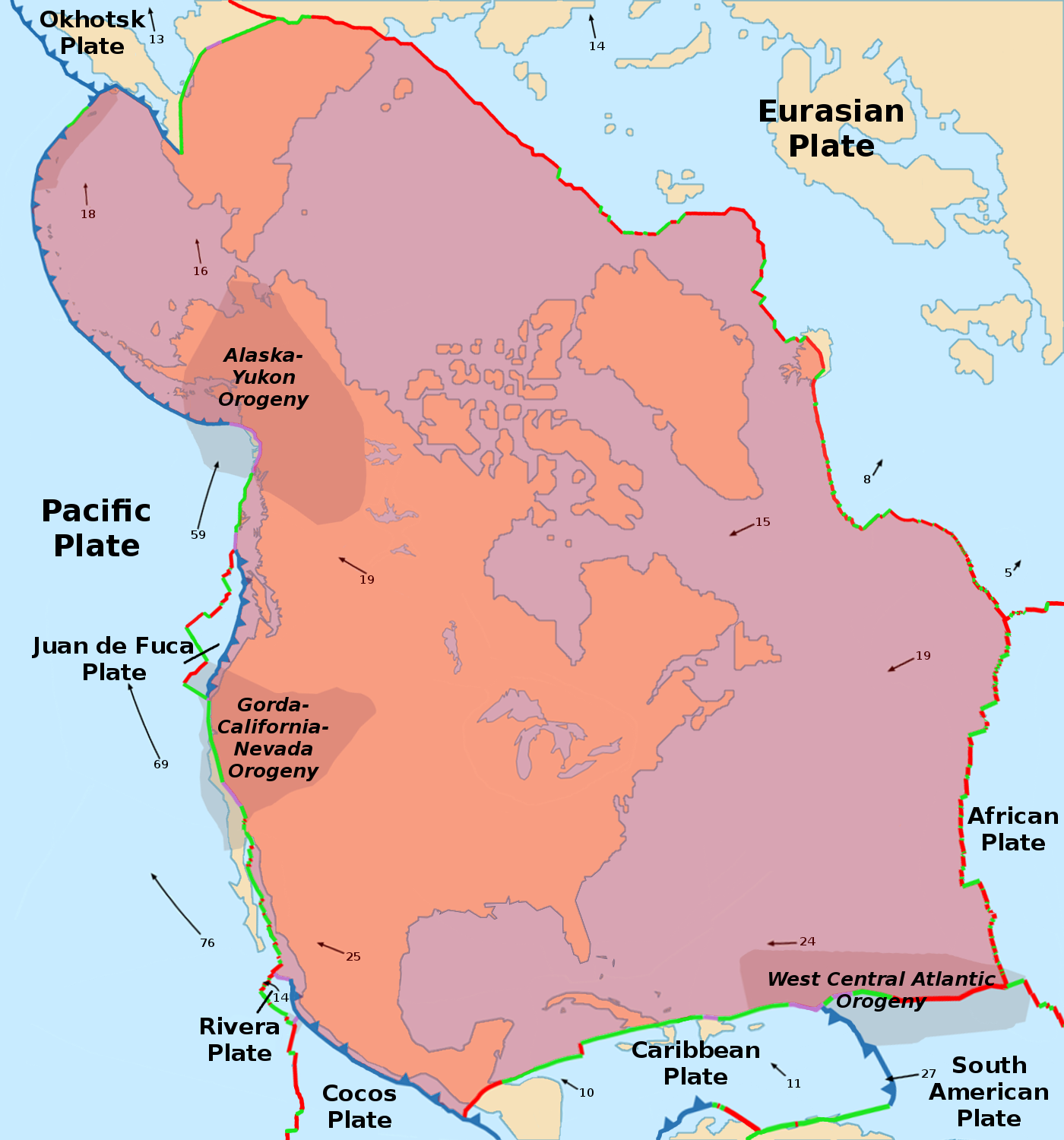
Placa norteamericana.

La placa norteamérica es la placa tectónica continental en la que se asientan América del Norte (incluyendo Groenlandia), los archipiélagos de Cuba y las Bahamas en el mar Caribe, la parte occidental del océano Atlántico Norte (hasta la dorsal mesoatlántica), la mitad occidental de Islandia, una parte del océano Glacial Ártico y el territorio siberiano al este de la cordillera Verjoyansk. Las placas con las que limita son: 
- Al norte, la placa euroasiática.
- Al sur, la placa de Cocos, la placa del Caribe y la placa sudamericana, en donde se forman la falla de Motagua y la fosa Mesoamericana.
- Al este, la placa euroasiática y la placa africana, con las que tiene un límite divergente que origina la dorsal Mesoatlántica.
- Al oeste, con la placa euroasiática y la placa del Pacífico.

En tiempos recientes (en términos geológicos), la placa norteamericana (la más lenta) absorbió, por un proceso de subducción, a otras dos placas. La placa de Kula, ubicada originalmente al norte de donde hoy está la placa de Juan de Fuca que desapareció por completo y la placa de Farallón. Esta última, que se está hundiendo desde el período Jurásico, ocupaba gran parte del occidente de la placa Norteamericana y solo cuando comenzó a desaparecer entraron en contacto las placas del Pacífico y Norteamericana, dando origen a diversos accidentes como la falla de San Andrés. La placa Juan de Fuca, la placa de Cocos y la placa de Nazca son los restos que aún quedan de la antigua placa filipina
.
Con 75.900.000 kilómetros cuadrados es la 2ª placa tectónica más grande del mundo, solo superado por la placa del Pacífico.
- Datos: Q220305
- Multimedia: North American tectonic plate / Q220305